# حسين بكر عابدين حسام
حسين بكر عابدين حسام (مواليد 26 أكتوبر 1985) هو ملاكم مصري، مثّل بلاده في الألعاب الأولمبية الصيفية 2008.

## روابط خارجية
حسين بكر عابدين حسام على موقع أوليمبيديا (الإنجليزية)